# Лиляна Стефанова
Лиляна Стефанова е българска писателка и поетеса.

## Биография
Лиляна Стефанова е родена на 17 април 1929 г. в София, в семейство на учители. Баща ѝ завършва Духовната семинария на Екзарх Йосиф в Цариград и българска филология в Софийския държавен университет. Пише и публикува стихове с псевдоним Димитър Бодрин. Майка ѝ – от рода на легендарния македонски революционер и учител Пере Тошев – също учителка. 
Висше образование – в Москва, в Държавния институт за театрално изкуство ГИТИС със специалност режисура, по-късно приета в Литературния институт „Максим Горки“. Специализира в Лондон (1965 – 1967). Завършва Писателската програма към университета в Айова, САЩ (1988).
В Опитния театър на Стефан Сърчаджиев и Петър Стойчев играе главни детски роли в пиеси за деца (1938 – 39). Като ученичка за първи път публикува стихове – в-к „Средношколско единство“ (1945), в-к „Литературен фронт“ (1947). Първа книга стихове – като студентка (изд. Народна младеж, 1952). Преведена на руски език излиза в Москва с висока оценка от руската критика (1953). Автор на повече от петдесет книги поезия, проза, есеистика, творби за деца, публицистика, драми. Нейни стихове и проза са преведени на 31 езика. Общият тираж на книгите ѝ надхвърля 1 милион екземпляра.
В различни години – председател на Кабинета на младия писател (1957 – 1960). Зам. гл. редактор на сп. „Септември“ (1964 – 1965). Създател и главен редактор на сп. „Обзор“ (1967 – 1987). Гл. редактор на в. „Литературен фронт“ (1988 – 1989). Зам. кмет на София (1977 – 80). Зам. министър на образованието (1980 – 1984). Председател на Българския ПЕН център (1980 – 1990). Секретар на комисията за култура на Международния комитет за европейска сигурност и сътрудничество в Брюксел. Дълги години участва в големи форуми на ПЕН и МАЛК в Ню Йорк, Токио, Париж, Лондон, Мадрид, Кеймбридж, Рим, Каракас, Хелзинки, Монреал, Сеул, Брюксел, Сан Марино, Лугано, Маастрихт, Хамбург и др.
Публикува разработки за естетическо възпитание в нашето училище (награда от ИНСЕА, световна организация за естетическо възпитание). Пише и издава книги със стихове и поеми за деца повече от тридесет години. Поезията ѝ за най-малките десетилетия е в читанки и буквари, на страниците на всички наши периодични издания за деца. Нейните книги, преминали през много поколения, са богато илюстрирани от видните художници Мана Парпулова, Иван Богданов, Борислав Стоев, и др.
Умира на 1 август 2021 г.

## Награди
Носител е на престижни национални и международни награди за литература, между които и за поезия за деца, някои от които:
- Награда на Съюза на българските писатели (1964, 1981 и 2009)[2];
- Национална награда „Станка Николица“ (1967)[2];
- Национална награда за поезия „Яворов“ (1983)[2];
- Национална награда „Дора Габе“ (2008)[3];
- Национална награда „Константин Константинов“ (2012)[4].

През 1984 г. Съюзът на преводачите в България също ѝ връчва своята награда. През 2008 г. получава награда от Съюза на московските писатели.
През 1971 г. е удостоена с най-висшето държавно отличие на Народна република България – Димитровска награда.

### Поезия
- В Москва – стихотворения, 1952
- Когато сме на двайсет години – стихотворения, 1956
- Света, който обичам – стихотворения, 1958
- Ида при вас – стихотворения, 1961
- С теб на поход – стихотворения, 1961
- Не си отивай, ден – стихотворения, 1965
- Обич и мъка – стихотворения, 1967
- Глас от бъдещето – стихотворения, 1969
- Слънцето ме целуна – стихотворения, 1970
- Южен бряг – стихотворения, 1972
- Огнена орбита – стихотворения, 1974
- Непозволена скорост – стихове и поеми, 1976
- Магнитно поле – стихове, 1978
- Лирика – избрано, 1979
- След полунощ – стихове, 1982, 1984
- Шепот и вик – стихове, 1984
- Влюбена като някога – стихове и поеми, 1985
- Душите ни са заедно – любовна лирика, 1986
- Болка на глас – стихове, 1987
- Обичах – обичам – избрани стихове и поеми, том 1, 1989
- Сама и никога сама – избрани стихове и поеми, том 2, 1989
- След трета чаша – стихове, 1994
- С твоя кръст, любов – любовна лирика, 1995
- С дъх на мъже – стихове, 1997
- Няма насита – любовна лирика, 1998
- С моя луд късмет – стихове, 1999
- Тайни от скреж – стихове, 2000
- Бях за да бъда – избрани стихове и поеми, 2003
- Пребродих дни на мъка – стихове, 2004
- Избрани съчинения в 7 тома – том 1 – любовна лирика, 2006
- Избрани съчинения – том 2 – стихове и поеми, 2007
- Избрани съчинения в 7 тома – том 3 – стихове и поеми, 2007
- Още и още – стихотворения, 2009

### Проза
- Щастливо плаване – пътепис, 1952
- Ще те помня, Узбекистан – пътепис, 1955
- Под върховте на Кавказ – пътепис, 1957
- Светлината иде от хората – разкази, очерци, 1964
- Една есен в Америка – документален роман, 1964, 1968, 1973, 1979, 1986, 1989, 2005, 2009
- Вулканите на Мексико димят – художествено документална проза 1969, 1973, 1979, 1989, 2005, 2009
- Япония без кимоно и ветрило – художествено документална проза 1973, 1978, 2005, 2009

### Есеистика, публицистика
- Срещи – портрети, беседи, 1963
- Време и дълг – есета, публицистични статии, 1971
- Моя България – есета, 1978
- Пиша, значи обичам – есета, критика, 1976
- Време, характер, личност – есета, статии, 1978
- Не дует, а двубой – есета, статии, 1981
- Молив подострен опасно – есета, публицистика, 1988
- Топлина в 20 под нулата – портрети, есета и др. – 2005
- Свят в 33 лица – диалози, портрети, писма, 2007
- Отново повикана обич – есета. Избрани съчинения том 4. 2008

### Стихове и поеми за деца
- Катеричке моя – стихове за най-малките, „Български писател“, 1981
- Веселата къща – стихове и поеми за деца – „Български писател“, 1983
- Момчета от крайморските градчета – стихове за деца, „Отечество“, 1981
- Смешен котарак – стихове за деца, „Български писател“, 1986
- Паток рисува ракета – стихове и поеми за деца, „Народна младеж“, 1988
- Пакости и смешки – стихове за деца, 1989
- Веселата къща (втора книга) – стихове за деца, изд. „Фют“, 1996
- Вече карам колело – избрани стихове и поеми за деца, 2011 г. „Захари Стоянов“, 2011